# جينين غاروفالو
جينين غاروفالو (بالإنجليزية: Janeane Garofalo)‏ مواليد 28 سبتمبر 1964 في نيوتن، نيو جيرسي، الولايات المتحدة، هي ممثلة أمريكية.

## الأعمال
- رجل السلك
- كيكي لخدمة التوصيل
- دوغما
- خلطة بيطة بالصلصة
- العشرة
- آلام المخاض
- ويت هوت أميريكان سمر: فيرست داي أو كامب

## وصلات خارجية
- الموقع الإلكتروني
- جينين غاروفالو على موقع IMDb (الإنجليزية)
- جينين غاروفالو على موقع روتن توميتوز (الإنجليزية)
- جينين غاروفالو على موقع ألو سيني (الفرنسية)
- جينين غاروفالو على موقع ميوزك برينز (الإنجليزية)
- جينين غاروفالو على موقع أول موفي (الإنجليزية)
- جينين غاروفالو على موقع قاعدة بيانات برودواي على الإنترنت (الإنجليزية)
- جينين غاروفالو على موقع قاعدة بيانات الأفلام السويدية (السويدية)
- جينين غاروفالو على موقع إن إن دي بي (الإنجليزية)
- جينين غاروفالو على موقع ديسكوغز (الإنجليزية)
- جينين غاروفالو على موقع قاعدة بيانات الفيلم (الإنجليزية)